# ニューギニア島

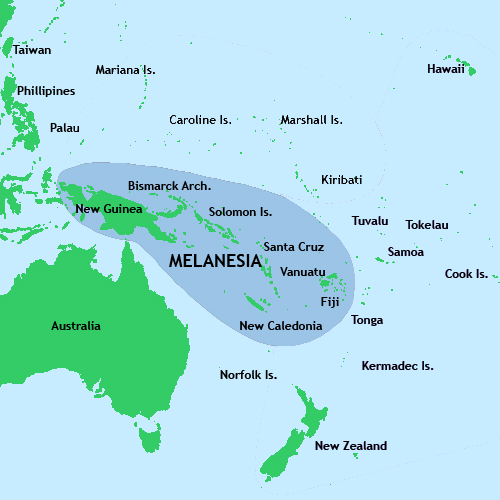
ニューギニア島とメラネシア

ニューギニア島（ニューギニアとう、英語: New Guinea、インドネシア語: Nugini、トク・ピシン:Niugini、ヒリモツ語:Niu Gini）は、太平洋西部に位置する島である。パプア島（Papua）や、イリアン島（Irian）とも呼ぶ。島内には国境線が存在し、インドネシアとパプアニューギニアの2ヵ国の領土である。なお、島の西半分を領有するインドネシアは東南アジアの国家だが、この島は全体がオセアニア、その中のメラネシアに含まれる。オーストラリア大陸とはトレス海峡を隔て、その北側に位置している。
面積は約78.6万 km2である。地球上の島の中では、グリーンランドに次ぐ面積第2位の島であり、大陸を含めても8番目に広い陸塊である。

## 名称
ニューギニア島、パプア島、イリアン島と、3通りの呼称が存在するものの、それぞれの由来は異なる。
- 「ニューギニア」は、この地に訪れたイギリス人が熱帯気候や肌の黒い人々を見て、アフリカのギニアに似ていると思ったために命名した。
- 「パプア」は、海岸・島嶼地帯に住むメラネシア人が、先住民であるパプア人の縮れ毛を指した言葉に由来する。
- 「イリアン」は、インドネシア語で日の出あるいは東を意味する。

## 行政

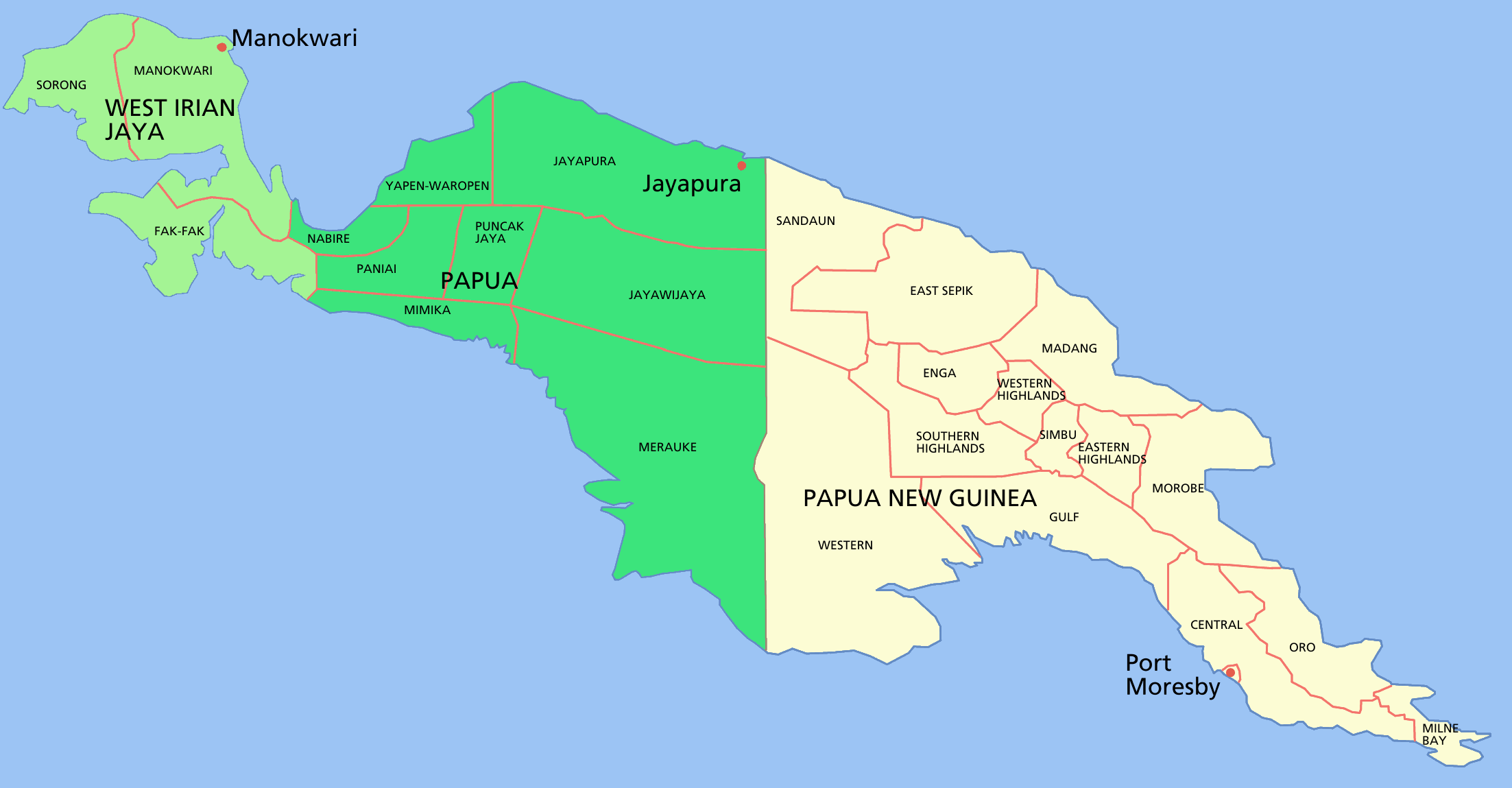
ニューギニア島の行政区分。西から
INA 西パプア州
INA パプア州
PNG

ニューギニア島には南北に走る国境線が存在し、島の西部をインドネシア、島の東部をパプアニューギニアが領有する。概ね東経141度線に合わせた南北に垂直な線を国境とするが、島の中央部付近でインドネシア側にやや出っ張った部分が存在する。これはこの地域だけフライ川の屈曲部を自然国境として利用しているためである。
インドネシア領は、西端の半島を西パプア州、残りの大部分をパプア州が占めてきた。しかし、パプア人の自治独立闘争、それへの対処として先住人口を上回るインドネシア本土人の大量入植などで、2022年に西パプア州から南西パプア州が分離、パプア州は中部パプア州、山岳パプア州、南パプア州に分割された。
パプアニューギニア領は、北部のモマセ地方、南部のパプア地方、その間の山岳部の山岳地方に大別される。

## 自然

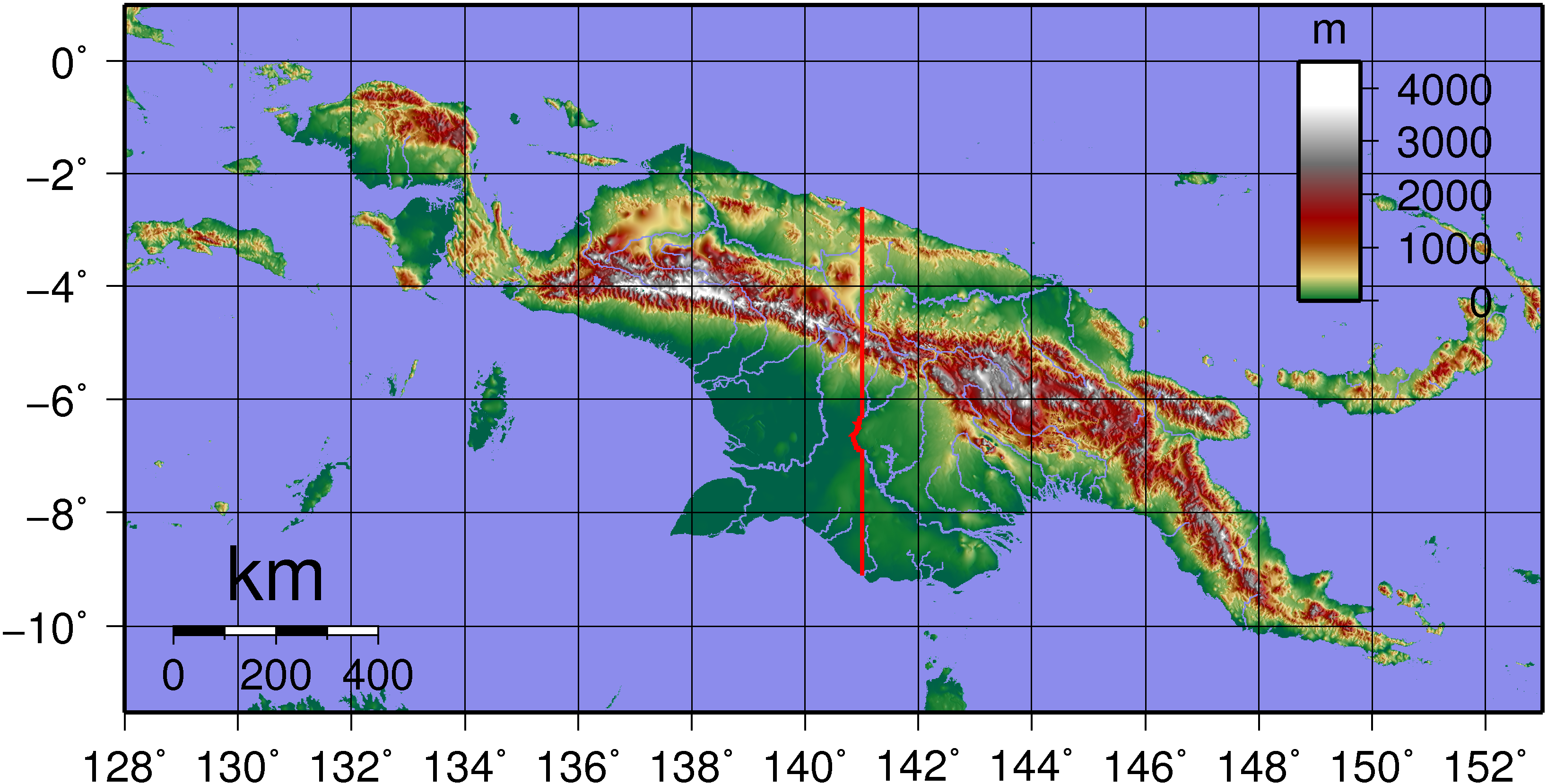
ニューギニア島の地形図。

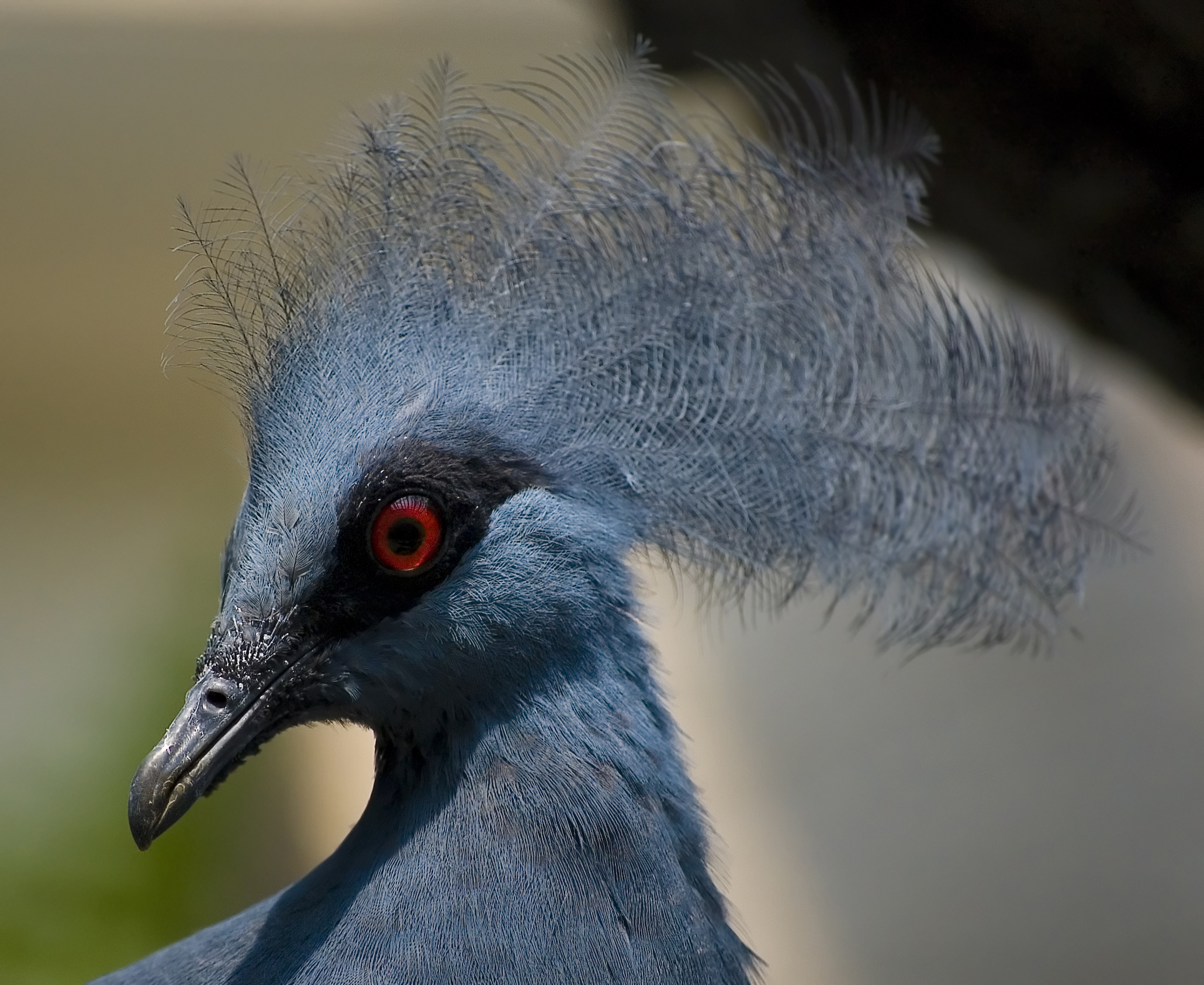
カンムリバトを始めとして、島内には固有種も棲息している。

島の北端は赤道よりも僅かに南であり、島の南端は南緯10度程度である。北は太平洋とビスマルク海、西はハルマヘラ海とセラム海、東はソロモン海、南はアラフラ海、トレス海峡および珊瑚海に囲まれている。これらの海の中で、アラフラ海は平均水深の浅い場所として知られる。一方で、ソロモン海などは平均水深が特に深い。
島の中央を険しい山脈が東西に走る。西から、マオケ山脈、ビスマーク山脈、オーエンスタンリー山脈と名付けられている。これらの山脈はオセアニアにおいて最も標高が高い地域であり、オセアニア最高峰のプンチャック・ジャヤなど高峰が並ぶ。島の北西部はドベライ半島（鳥の頭半島という意味）、南東部はパプア半島（鳥の尾を意味する呼び名も有る）と名付けられている。
植生は高山地域を除き、鬱蒼とした熱帯雨林が広がる。
比較的規模の大きな河川としては、島の南部にフライ川、北部にセピック川が流れる。比較的規模の大きな湾としては、北西部にチェンデラワシ湾、南東部にパプア湾、東端付近にミルン湾が有る。なお、この島の北西端付近の海域は、太平洋における南赤道海流が流れに力を失い終わる場所として知られる。

## 歴史

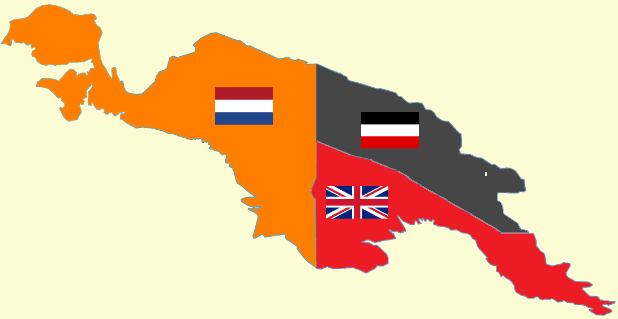
ニューギニア島の植民地支配の1884年から1919年にかけての分割の様子。
NLD
→ AUS

この島に定住した最初の人類は、氷期の頃に、スンダランドから移住してきた人々であると考えられている。彼らはオーストラリアのアボリジニに近い系統であるオーストラロイド（パプア人の祖先）とされ、現在も多数派である。その後、海洋民族で青銅器文明を持つアウストロネシア系の諸民族（メラネシア人、マレー人、ジャワ人）が到来した。
大航海時代の1526年にポルトガル人が来訪し、当初は伝説の南方大陸メガラニカの一部とも考えられた。隣のモルッカ諸島と異なり、熱帯雨林と湿地帯が大半を占めるこの島は活用方法が無く、ほとんど手付かずであった。しかし、やがて植民地主義の時代の到来により、植民地の獲得競争がこの島でも発生して、西半分をオランダ、東はオーエンスタンレー山脈とビスマルク山脈で南北に分割し、北をドイツ、南をイギリスが領有した。後に、イギリス植民地は1901年に独立したオーストラリア（英連邦）のニューギニア植民地に変わった。
第1次世界大戦ではドイツが敗戦した関係で、1920年に国際連盟によってドイツ植民地をオーストラリアの委任統治領とした。しかしこの時代においても太平洋航海の中継点として利用する他に使途が無かった。この頃まで、険しい山中は無人であると思われていたほどである。
第2次世界大戦の開戦によって島の北半分が日本によって占領された。南部の拠点であるポートモレスビー確保のために、日本軍とオーストラリア軍の間でニューギニアの戦いが始まり、東部を中心に戦闘を繰り広げた。アメリカ軍がオーストラリアを拠点に空輸作戦や上陸作戦を実施し、北部沿岸一帯での戦鬪の末に日本が敗退して、日本軍が排除されてからは、各国が植民地経営を再開した。
しかし、植民地支配に対して、インドネシア独立戦争（1945年から1949年）が発生し、1949年にオランダはインドネシアの独立を認め、オランダ領の西ニューギニア（1949年から1962年）が成立した。オランダは、1961年にオランダ領の西ニューギニアを西パプア共和国として独立を認めたものの、インドネシアが侵攻したため（パプア紛争、1963年–現在）、国連による暫定統治を経て、インドネシアへ併合されてイリアンジャヤ州（「偉大な東」という意味）となった。2002年に、パプア州に改称された。
北東のオーストラリア委任統治領（旧ドイツ領）は、国際連合の信託統治領として引き続きオーストラリアが支配した。1975年に、南東のオーストラリア領パプア準州（旧イギリス領）と共にイギリス連邦の一員として独立を認められ、同年9月16日パプアニューギニア独立国が成立した。

## 住民

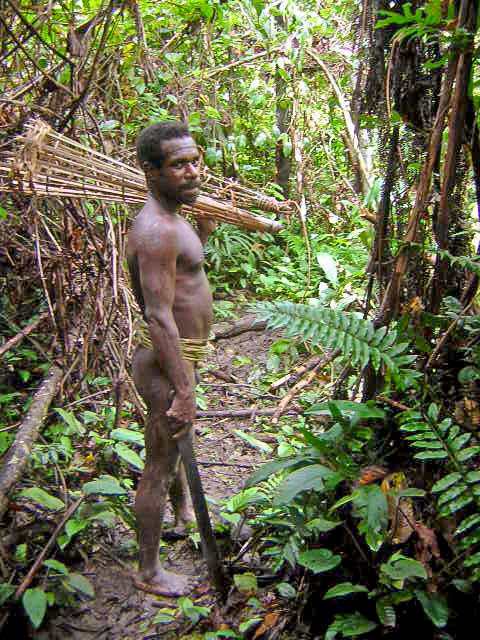
コロワイ族の男性

先住民はパプア系の諸民族で、今も多数派である。ニューギニア高地人とも呼ばれ、外界から孤立した内陸部で独自に農耕を発明し、多数の部族社会に別れて暮らしていた。この関係で、複数の言語が成立していった。
海岸沿いの地域には、近代以前に、海洋民族であるメラネシア人などアウストロネシア系の諸民族が入植した。
西ニューギニアには、インドネシア独立後、マレー人（特にジャワ人）が入植をした。